# Список награждённых орденом Академических пальм
Французский орден Академических пальм (фр. Ordre des Palmes académiques) вручается за заслуги в народном образовании и научной сфере, а также за заслуги в распространении французской культуры в других странах.

## Награждённые орденом
Некоторые награждённые орденом персоны:

### Командоры (в хронологическом порядке)
- Григорьев, Сергей Леонидович (1909)[1]
- Нижинский, Вацлав Фомич (1909)[1]
- Павлова, Анна Павловна (1909)[1]
- Фокин, Михаил Михайлович (1909)[1]
- Вербицкая, Людмила Алексеевна (1998)[2]
- Чоговадзе, Гоча Георгиевич (2011)[3]
- Пати, Самюэль (2020) — школьный учитель, ставший жертвой убийства на почве ненависти

### Офицеры (в хронологическом порядке)
- Каховский, Всеволод Порфирьевич (1876)[4]
- Майков, Леонид Николаевич (1885)[5]
- Анненков, Михаил Николаевич (1888)[6]
- Большаков, Владимир Иванович (2002)[7]
- Перлин, Владимир Павлович (2003)[8]
- Сосинский, Алексей Брониславович (2004) — математик, один из учредителей российско-французской Лаборатории Понселе.
- Торкунов, Анатолий Васильевич (2005)[9]
- Косиков, Георгий Константинович (2008)[10]
- Хомич, Владислав Юрьевич (2009) — академик РАН[11]
- Телешова, Раиса Ивановна (2010)[12]
- Бабаханова, Чемен Орудж кызы (2013) — профессор Азербайджанского университета языков[13]
- Наумовец, Антон Григорьевич (2013) — вице-президент НАН Украины, академик НАН Украины[14]
- Пашаева, Наргиз Ариф кызы (2013)[15]
- Шелакин, Владимир Ильич (2015) — директор одесской специализированной общеобразовательной школы № 10 с углубленным изучением французского языка[16]
- Разин, Сергей Владимирович (2016) — член-корреспондент РАН, заведующий кафедрой молекулярной биологии биологического факультета МГУ[17]
- Рундквист, Дмитрий Васильевич (2016) - геолог, академик РАН
- Фараджуллаева, Эльмира Надир кызы (2016) — президент Общества дружбы Азербайджан-Франция (SAAF), заведующая кафедрой французского языка Бакинского государственного университета[18]
- Цивадзе, Аслан Юсупович (2016) — химик, академик РАН[19]
- Шубина, Елена Соломоновна (2016) — профессор, доктор химических наук, заведующая лабораторией Гидридов металлов, ИНЭОС РАН[20][21]
- Никоненко, Виктор Васильевич (2016)  — профессор, доктор химических наук, руководитель научной группы лаборатории "Ионообменные мембраны и процессы" (КубГУ, Краснодар)[20][21]
- Сергеев, Александр Михайлович (2018) — учёный-физик, академик РАН, президент РАН с 2017 года[22]
- Кибальник, Тамара Петровна (2019) — заслуженный учитель РФ, директор гимназии № 171 Центрального района Санкт-Петербурга
- Трифонов, Александр Анатольевич (2019) — учёный-химик, член-корреспондент РАН, д.х.н.[23][24]

### Кавалеры (в хронологическом порядке)
- Свиблова, Ольга Львовна (2002)  — советский и российский искусствовед, кинорежиссёр-документалист. Инициатор создания и директор Московского дома фотографии («Мультимедиа Арт Музей, Москва»)
- Кузнецов, Антон Валерьевич (2003)[25]
- Метспалу, Андрес (2003)[26][27]
- Энгельбрехт, Юри (2003)[27]
- Якобсон, Лев Ильич (2003)[28]
- Борисенко, Виктор Евгеньевич (2004) - проректор по учебной работе Белорусского государственного университета информатики и радиоэлектроники
- Васильев, Анатолий Александрович (2005)[29]
- Паньковский, Сергей Игоревич (2005)[30]
- Тюлин, Иван Георгиевич (2005)[9]
- Вишневский, Анатолий Григорьевич (2008)[31][32]
- Кофанова, Любовь Петровна (2012) — старший преподаватель кафедры романских языков Донецкого национального университета
- Лейбман, Лариса Сергеевна (2013) — учитель французского языка, заслуженный учитель РФ[33]
- Трифонова, Светлана Анатольевна (2013) - заместитель директора, учитель французского языка гимназии № 53 г. Нижнего Новгорода, заслуженный учитель РФ[34]
- Мутанов, Галимкаир Мутанович (2013) — ректор КазНУ им. аль-Фараби[35]
- Черкасов, Сергей Владимирович (2015) - директор Государственного геологического музея им. В.И. Вернадского РАН
- Цфасман, Михаил Анатольевич (2016) — математик, директор российско-французской Лаборатории Понселе.[36]
- Антипин, Игорь Сергеевич (2016) — профессор Казанского федерального университета, заведующий кафедрой органической химии[37][38]
- Горбунова, Юлия Германовна (2016) — химик, член-корреспондент РАН[39]
- Готтих, Марина Борисовна (2016)[17]
- Лаврик, Ольга Ивановна (2016) — член-корреспондент РАН
- Федоров, Юрий Александрович (2016) — заведующий кафедрой физической географии, экологии и охраны природы Южного федерального университета[40]
- Преображенский Владимир Леонидович (2016) - главный научный сотрудник Института общей физики им. А.М.Прохорова РАН
- Соболевский, Андрей Николаевич (2017) — специалист по математической физике, профессор РАН[41]
- Ситдикова, Гузель Фаритовна (2017) - профессор Казанского федерального университета, заведующий кафедрой физиологии человека и животных[42]
- Золотавина, Фаина Галеевна (2018) - директор Регионального центра франко-российского сотрудничества Тюменского государственного университета [43]
- Севостьянова, Татьяна Александрова (2019) — директор «Французской» гимназии № 16 в Новосибирске[44]
- Лисянюк, Елена Леонидовна (2019) — учитель французского языка Житомирской специализированной школы № 20, победитель Всеукраинского конкурса «Учитель года - 2013» в номинации «Иностранный язык (французский)»[45]
- Папазян, Мари Лу (2019) — генеральный директор центра креативных технологий «Tumo»[46]
- Муронец, Владимир Израилевич (2019)[47] - заведующий отделом биохимии животной клетки НИИ физико-химической биологии имени А.Н.Белозерского, доктор биологических наук, профессор МГУ имени М.В. Ломоносова
- Костикова, Ольга Игоревна (2021) - заместитель директора по инновациям, научной работе и международному научному сотрудничеству Высшей школы перевода МГУ имени М.В. Ломоносова, кандидат филологических наук, доцент[48]

### Требуется уточнение (в алфавитном порядке)
- Аванесов, Александр Аршавирович (кавалер, 2008) — журналист, переводчик, создатель и руководитель Хора им. Жоржа Брассенса в Москве
- Борисенко, Виктор Евгеньевич (кавалер, 2004) - проректор по учебной работе Белорусского государственного университета информатики и радиоэлектроники
- Мазараки, Анатолий Антонович (?степень, 2006) — известный украинский учёный, доктор экономических наук, профессор, академик Национальной академии педагогических наук Украины, ректор Киевского национального торгово-экономического университета.[49][50]
- Рубинский, Юрий Ильич (командор, ?год) — дипломат, специалист по современной истории и политике Франции[51]
- Шадрин, Валерий Иванович (?степень, 2003)[52]